# Вёйтс, Петер
Петер Вёйтс (нидерл. Peter Wuyts; род. 24 февраля 1973 в Тюрнхауте, Бельгия) — бывший бельгийский профессиональный шоссейный велогонщик.

## Достижения
1998
1-й Этап 4 Тур Нидерландов
1-й Тур Самбры
6-й Тур де л'Авенир
1-й  Очковая классификация
1-й Этап 2
10-й Тур Валлонии
2002
8-й Хел ван хет Мергелланд
2004
1-й Омлоп ван хет Метьесланд
2-й Схал Селс
8-й Гран-при Ефа Схеренса
10-й Венендал — Венендал
2005
1-й Дри Зюстерстеден

## Статистика выступлений

### Гранд-туры
| Гонка           | 1999 |
| --------------- | ---- |
| Джиро д'Италия  | —    |
| Тур де Франс    | 112  |
| Вуэльта Испании | —    |

| — | Не участвовал |